# Ukrainische Filmakademie
Die Ukrainische Filmakademie (ukrainisch Українська кіноакадемія) ist eine ukrainische Vereinigung von Personen aus dem Bereich Kino und Filmproduktion. Sie wurde 2017 gegründet, um das moderne ukrainische Kino zu unterstützen und zu fördern. Sie veranstaltet jährlich die Verleihung der Golden Dzyga.

## Geschichte
Die Ukrainische Filmakademie wurde am 8. Februar 2017 als gemeinnützige Organisation gegründet. Die Gründung wurde vom Odesa International Film Festival mit Unterstützung der Staatlichen Agentur der Ukraine für Kinematographie und der Aktiengesellschaft TASKOMBANK initiiert. Anna Machukh wurde dabei zur Exekutivdirektorin der Ukrainischen Filmakademie und des Nationalen Filmpreises ernannt. Am 20. April 2017 fand die Verleihung des ersten nationalen Filmpreises Goldene Dzyga statt.
Wiktorija Tihipko, die Aufsichtsratsvorsitzende der Ukrainischen Filmakademie, demonstriert die Notwendigkeit der Gründung der Filmakademie mit folgenden Worten:

«Настав час, аби і в нашій країні було заснована власний "Оскар". Індустрія відроджується, ми хочемо популяризувати наших акторів, режисерів, продюсерів – усіх, хто працює в цій складній галузі. Важливо привернути увагу суспільства до цієї події.»

„Es ist an der Zeit, dass unser Land seinen eigenen "Oscar" bekommt. Die Branche reift, und wir wollen unsere Schauspieler, Regisseure, Produzenten - all diejenigen, die in diesem komplexen Bereich arbeiten - fördern. Es ist wichtig, die Aufmerksamkeit der Öffentlichkeit auf dieses Thema zu lenken.“

Im Februar 2022 veröffentlichte die Ukrainische Filmakademie in Folge des Russischen Überfall auf die Ukraine eine Petition für einen internationalen Boykott von russischen Filmen. Die Akademie forderte dabei den Europarat auf, Russland von der Finanzierungseinrichtung Eurimages sowie von der Europäischen Konvention über kinematografische Koproduktion auszuschließen. Zudem richteten sie sich an die FIAPF und forderten von ihr, dem Internationalen Filmfestival Moskau die Akkreditierung zu entziehen.

## Aktivitäten
Das Ziel der Ukrainischen Filmakademie ist die Popularisierung des ukrainischen Kinos in der Ukraine sowie im Ausland sowie die Unterstützung des nationalen Kinos. Um dies zu erreichen, geht die Akademie folgendermaßen vor:
- Organisation und Durchführung von Veranstaltungen, bei denen Experten der Filmindustrie die besten Leistungen und Persönlichkeiten des ukrainischen Kinos auszeichnen. Darunter zählt die jährliche Verleihung des nationalen Filmpreises "Golden Dzyga" für herausragende Leistungen im ukrainischen Film.
- Organisation von Veranstaltungen, um die Kinobesucher mit der aktuellen ukrainischen Kinematografie vertraut zu machen.
- Finanzielle Unterstützung für pädagogische Filmprogramme.

## Mitgliedschaft
Die Mitgliedschaft in der Filmakademie beruht laut ihrer Satzung auf dem Prinzip der Freiwilligkeit. In die Akademie kann jeder aufgenommen werden, der die Voraussetzungen für eine der drei Kategorien erfüllt:
- Vertreter der Filmindustrie, die seit 1991 als Filmschaffender (Schauspieler, Drehbuchautor, Regisseur, Kameramann, Produktionsdesigner oder Komponist) oder Produzent an der Herstellung von einem oder mehreren Spielfilmen oder drei oder mehr kürzeren Dokumentar- und/oder Animationsfilmen beteiligt war.
- Persönlichkeiten aus Kultur-, Kunst- und Filmindustrie, die einen wesentlichen Beitrag zur Entwicklung und Förderung des ukrainischen Kinos geleistet haben (zum Beispiel Verleiher, Filmkritiker oder Leiter internationaler Filmfestivals)
- Mäzene und Sponsoren des ukrainischen Kinos

Bewerbungen für die Mitgliedschaft in der Filmakademie wurden erstmalig vom 20. Februar bis zum 18. März 2017 entgegengenommen. Dabei erhielten von 343 Bewerbungen 242 ukrainische Filmemacher den Status eines Mitglied in der Ukrainischen Filmakademie. Die zweite Aufnahme von Bewerbungen fand vom 27. April 2017 bis zum 15. Januar 2018 statt.
2019 hat die Filmakademie 355 Mitglieder.

## Struktur
Das höchste Gremium der Filmakademie ist die Mitgliederversammlung.
Der Geschäftsführer der Filmakademie leitet die tägliche Arbeit der Organisation. Er wird vom Aufsichtsrat der Filmakademie für eine Amtszeit von drei Jahren gewählt.
Der Aufsichtsrat ist das leitende Organ, das die Arbeit des Geschäftsführers der Verwaltungsgesellschaft überwacht. Er besteht aus fünf Personen, die nicht Mitglieder der Filmakademie sein dürfen. Drei von ihnen sind in fest in dieser Position und für eine Amtszeit auf 20 Jahre gewählt. An seiner Spitze steht der Aufsichtsratsvorsitzende, der aus den Reihen der Aufsichtsratmitglieder für eine Amtszeit von 20 Jahren gewählt wird. April 2017 wurde Wiktorija Tihipko zur ersten Vorsitzenden des Aufsichtsrates gewählt.
Das beratende Gremium ist der Vorstand, der aus 15 Mitgliedern besteht, von denen 12 von der Mitgliederversammlung gewählt und drei vom Aufsichtsrat bestimmt werden. An der Spitze des Vorstands steht der Vorstandsvorsitzende, der durch Beschluss des Vorstands aus den Reihen der Vorstandsmitglieder gewählt wird. April 2017 war der Vorstandsvorsitzende der ukrainische Regisseur und Schauspieler Mychajlo Illjenko, der die Position bis November 2018 innehatte. Danach folgte dieser Position der ukrainische Filmkritiker Wolodymyr Wojtenko.
Zusammensetzung des Vorstands der Ukrainischen Filmakademie (seit Oktober 2018)
- Wolodymyr Wojtenko, Filmkritiker
- Sergey Bordenyuk, Kameramann
- Lyudmila Gordeladze, Schauspielerin
- Ivanna Diadiura, Produzentin
- Denys Iwanow, Produzent
- Mychajlo Illjenko, Regisseur und Schauspieler
- Serge Lavrenyuk, Drehbuchautor
- Jurij Minsjanow, Produzent
- Egor Olesov, Produzent
- Andrii Rizol, Produzent
- Wladyslaw Rjaschyn, Produzent
- Igor Sawtschenko, Produzent
- Ahtem Seitablayev, Schauspieler
- Valeria Sochivets, Produzentin
- Marina Stepanska, Drehbuchautorin